# Trey Nyoni
Treymaurice Nyoni (Leicester, 30 juni 2007) is een Engels voetballer die bij voorkeur als centrale middenvelder speelt. Hij tekende in 2023 voor Liverpool.

## Clubcarrière
Nyoni werd geboren in Leicester en speelde in de jeugd bij Leicester City. In september 2023 tekende hij bij Liverpool. Op 28 februari 2024 debuteerde Nyoni in de FA Cup tegen Southampton. In oktober 2024 tekende hij zijn eerste profcontract.